# سووسدوویتسه
سووسدوویتسه (به چکی: Sousedovice) یک منطقهٔ مسکونی در جمهوری چک است که در ناحیه ستراکونیتسه واقع شده‌است. سووسدوویتسه ۴٫۰۸ کیلومتر مربع مساحت و ۲۶۰ نفر جمعیت دارد و ۴۳۸ متر بالاتر از سطح دریا واقع شده‌است.